# Pistolet boucle de ceinture nazi
Le pistolet boucle de ceinture était une arme à feu expérimentale allemande de la Seconde Guerre mondiale, composée de quatre canons chambrés en 7.65 mm ou .22 Court et d’un mécanisme de verrouillage, dissimulée dans une boucle de ceinturon SS. Les canons étaient longs de 2 pouces et à canon lisse. Un levier était pressé pour permettre à la boucle à ressort de pivoter vers le bas, exposant les canons,.
La célèbre autorité des armes à feu S.P. Fjestad affirme que cette arme a été conçue par Louis Marquis alors qu’il était dans un camp de prisonniers de guerre pendant la Première Guerre mondiale.

## Utilisation dans l’Allemagne nazie
Ces pistolets spécialisés ont été utilisés peu avant la chute de l'Allemagne nazie. Seulement 15 exemplaires ont été produits pour les officiers SS qui gardaient Adolf Hitler. Moins de dix de ces armes ont été retrouvées.